# Freddy Mockel
Freddy Mockel (* 13. April 1970) ist ein belgischer Politiker der grünen Partei Ecolo. Seit 2014 ist er Mitglied im Parlament der Deutschsprachigen Gemeinschaft in Belgien.

## Leben
Mockel erwarb 1994 sein Lizenziat in Politikwissenschaft und Verwaltungsrecht an der Université libre de Bruxelles (ULB). Von 1994 bis 1996 war er Assistent am Zentrum für Aus- und Weiterbildung des Mittelstandes (ZAWM) in Eupen. Anschließend arbeitete er von 1996 bis 1997 als Mitarbeiter für Parlamentarier der Wallonischen Region und war von 1999 bis 2004 als Berater für Gesundheitswesen im Kabinett des DG-Ministers Hans Niessen tätig. Seit 1997 arbeitet er im FÖD Finanzen.
1994 schlug Mockel im Alter von 24 Jahren eine politische Laufbahn ein. In diesem Jahr wurde er in den Provinzialrat der Provinz Lüttich gewählt und hatte dieses Mandat bis 1999 inne. Von 2000 bis 2007 saß er im Stadtrat von Eupen. Von 2012 bis 2014 war er erneut Mitglied des Lütticher Provinzialrats und zugleich beratender Mandatar des Parlaments der Deutschsprachigen Gemeinschaft. Seit 2014 ist er Mitglied des DG-Parlaments und Fraktionsvorsitzender von Ecolo.